# Șieu-Măgheruș, Bistrița-Năsăud
Șieu-Măgheruș, mai demult Măgheruș (în dialectul săsesc Ängersch, Angersch, în germană Ungersdorf, Ungers, Magyarosch, Nussdorf, în maghiară Sajómagyarós, Magyarós) este satul de reședință al comunei cu același nume din județul Bistrița-Năsăud, Transilvania, România.

## Așezare
Localitatea Șieu-Măgheruș este situată în vestul județului Bistrița-Năsăud, la 15 km distanță de Bistrița și 50 km de Dej, pe drumul național DN17 și este străbătută de valea Șieului.

## Economie
Economia localității este una predominant agricolă, bazată pe cultura plantelor (culturile cerealiere, legumicultura) și creșterea animalelor, exploatarea și prelucrarea primară a lemnului.

## Obiective
- Biserica evanghelică din Șieu-Măgheruș

## Imagini

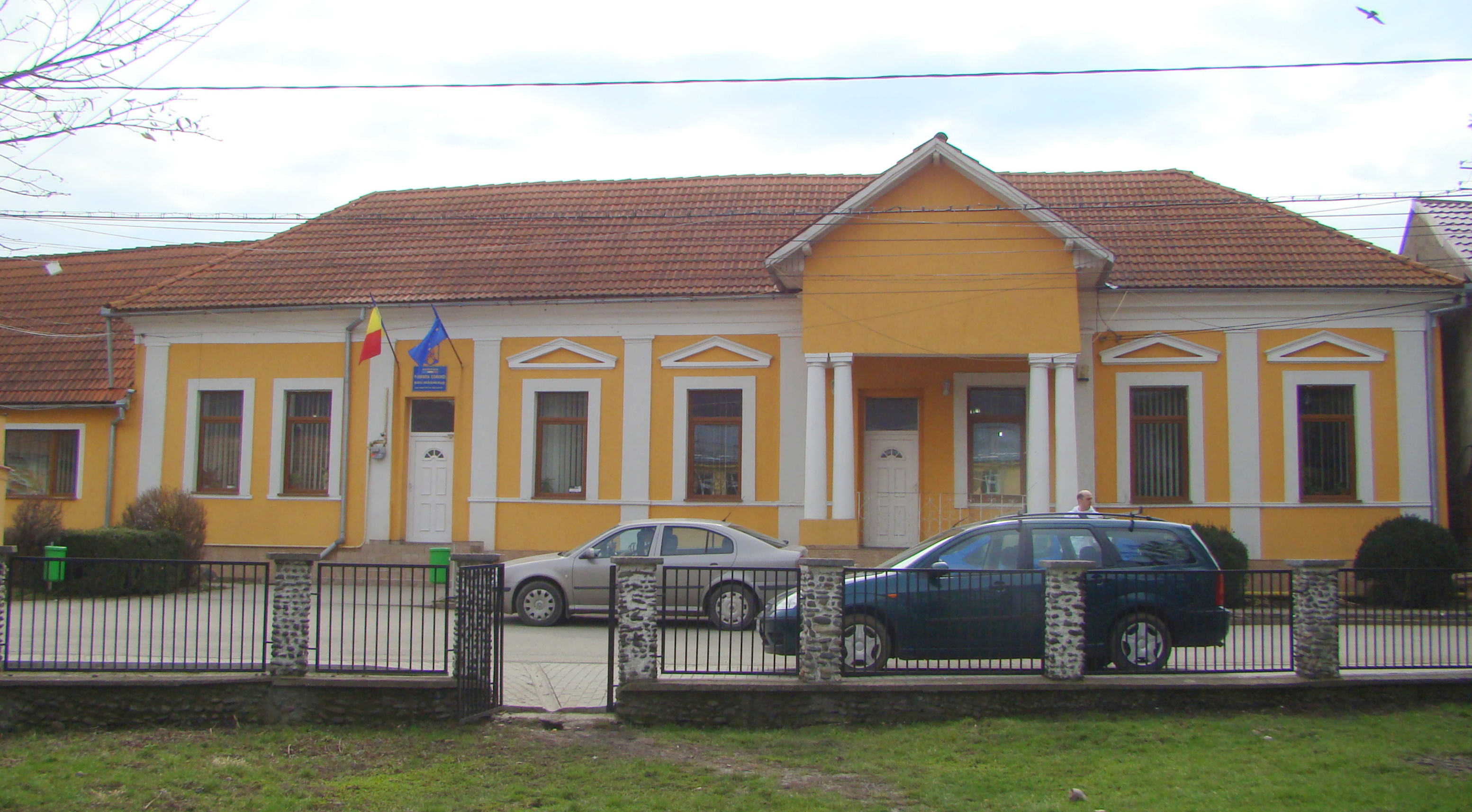
Primăria
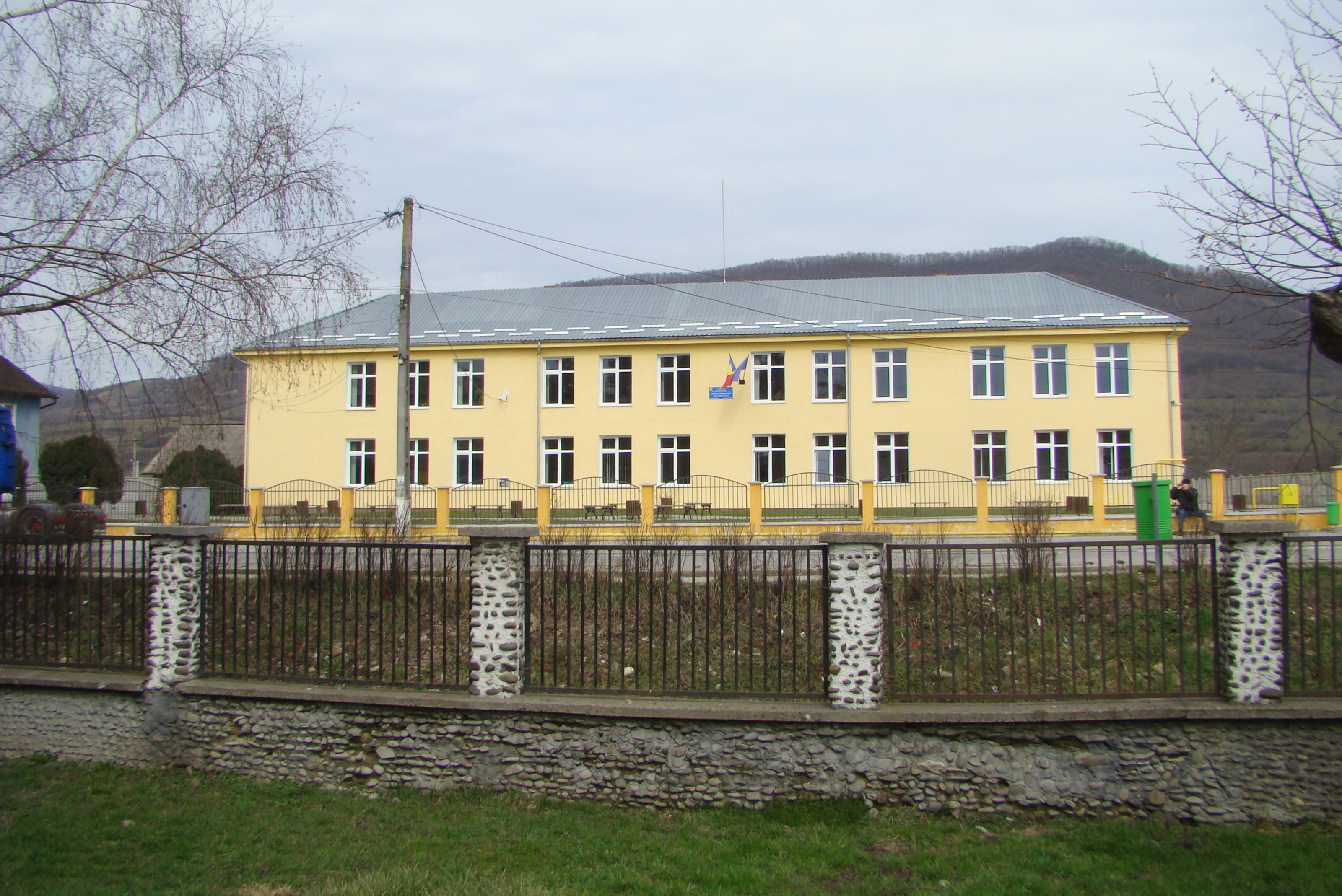
Şcoala
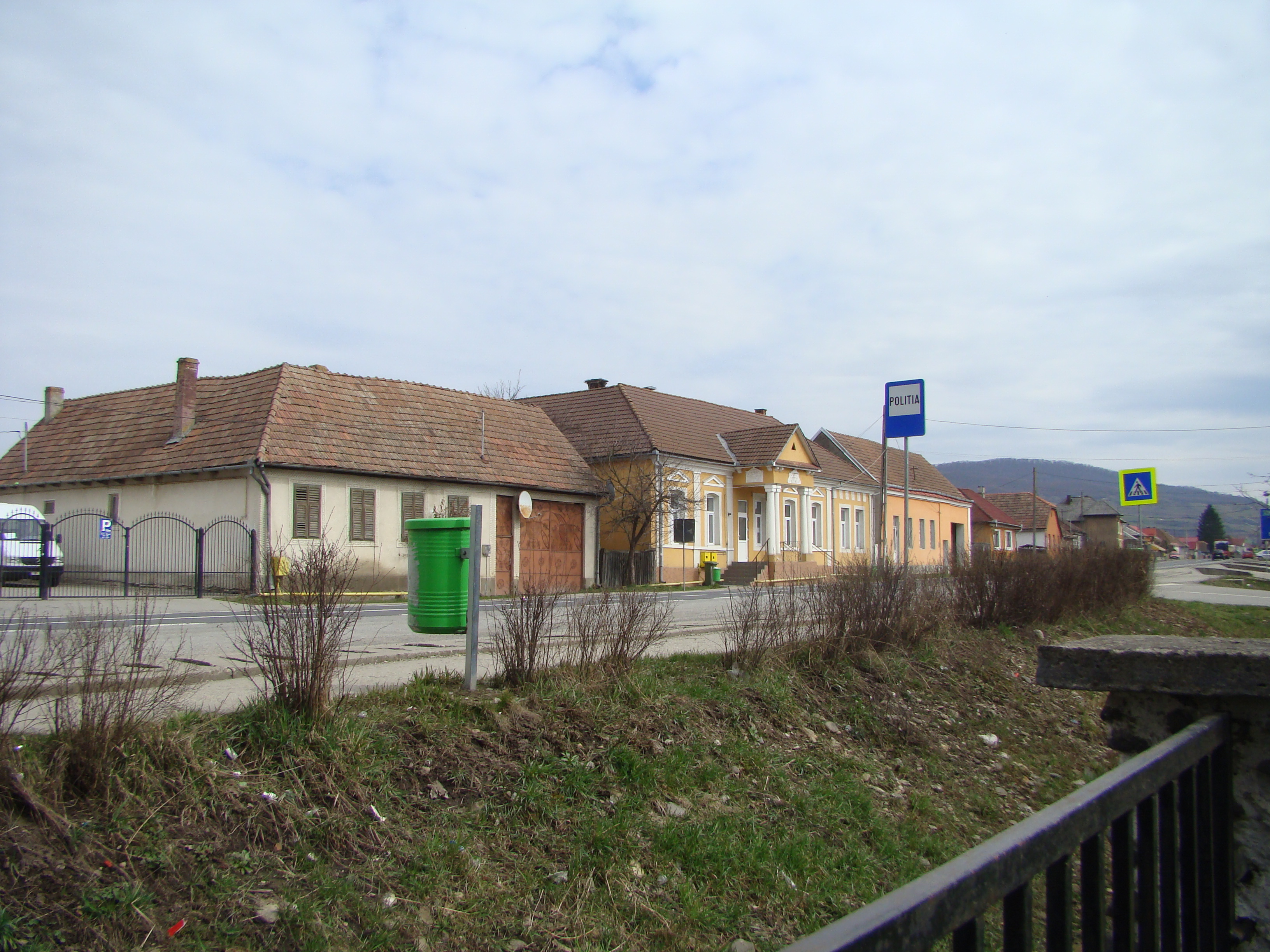
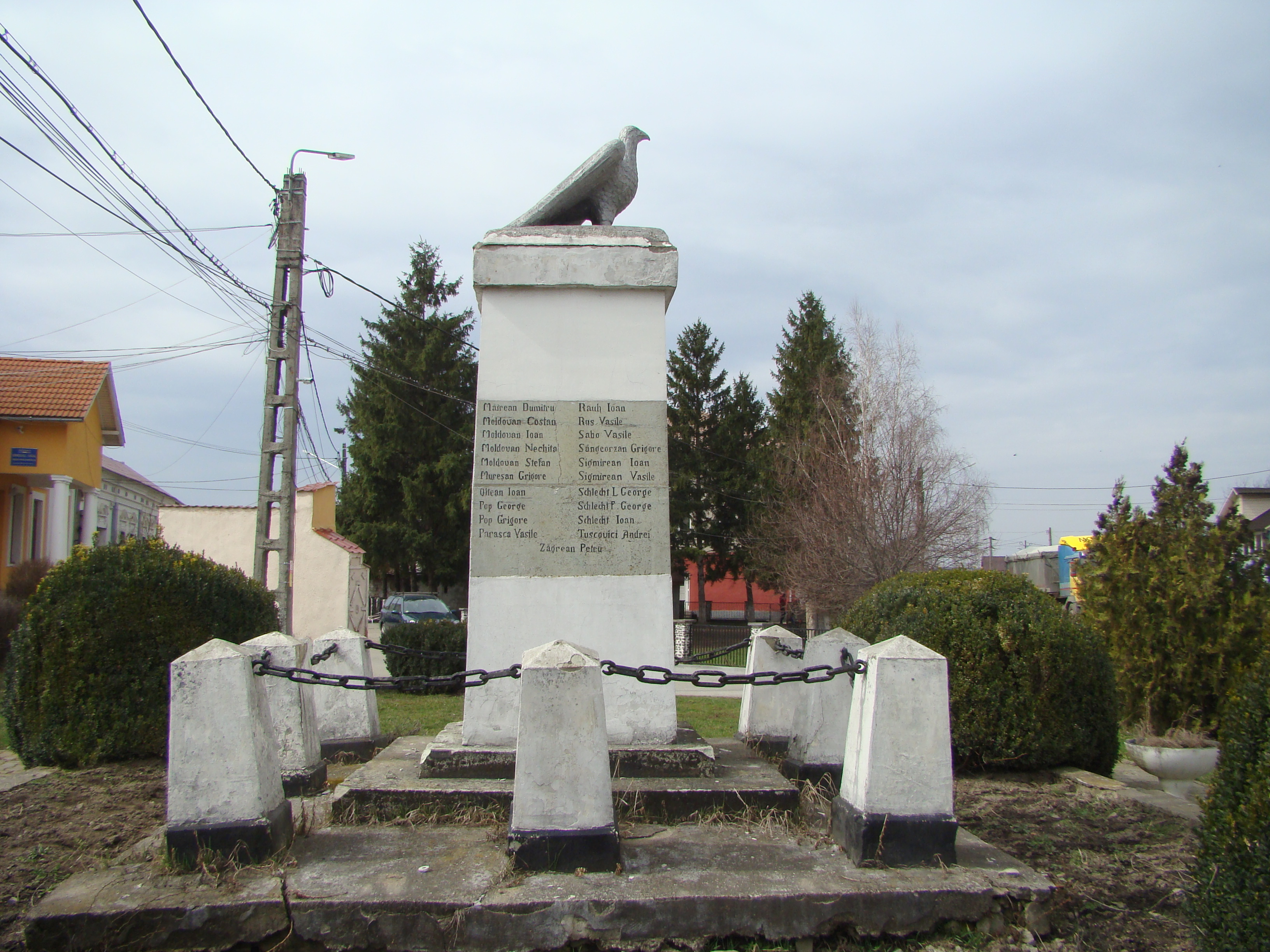
Monumentul eroilor
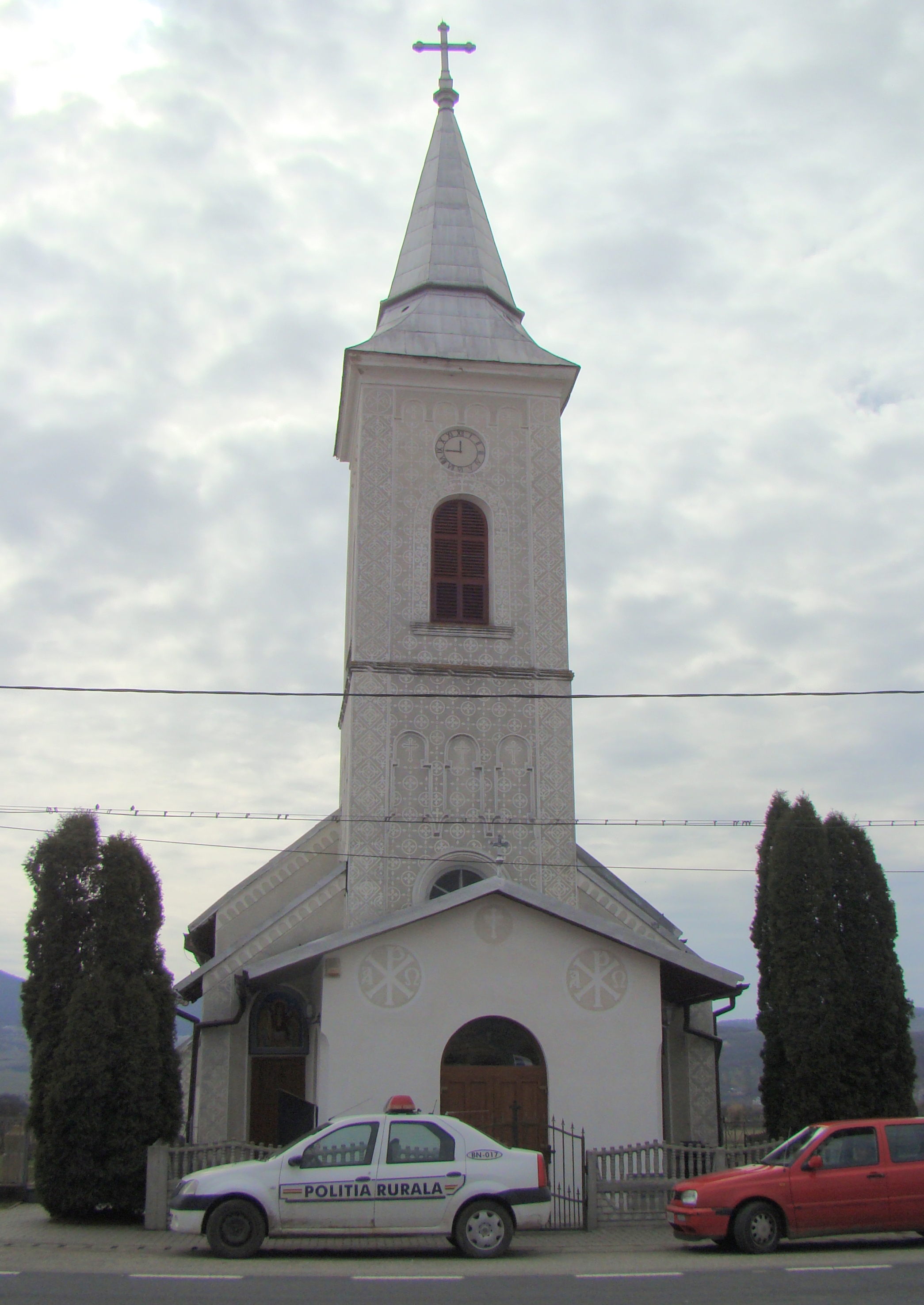
Biserica „Sfinții Arhangheli Mihail și Gavriil” (1880)
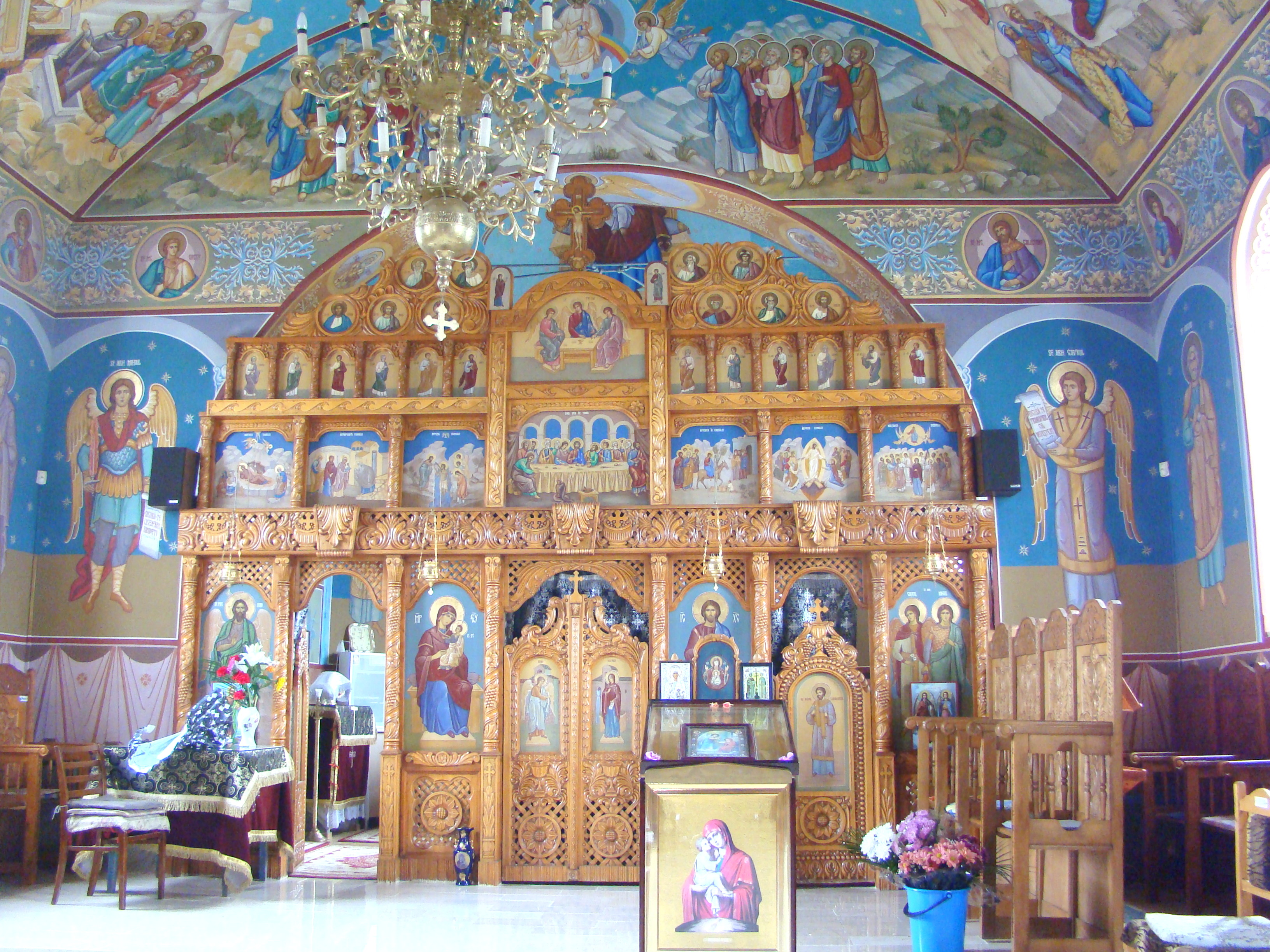
Biserica „Sfinții Arhangheli Mihail și Gavriil” (iconostasul)